# Oviraptor
Oviraptor is een geslacht van uitgestorven theropode dinosauriërs, behorend tot de groep van de Maniraptora en meer bepaald de Oviraptorosauria, dat tijdens het Krijt, ongeveer 75 miljoen jaar geleden, leefde in het gebied van het huidige Mongolië.
De typesoort is in 1924 benoemd als Oviraptor philoceratops. Dit is de enige soort die tegenwoordig erkend wordt.
Oviraptor is alleen bekend van een enkel onvolledig skelet. Daardoor is het precieze uiterlijk van het dier onzeker. De meeste illustraties van Oviraptor laten in feite Citipati of een andere verwante soort zien waarvan de fossielen vroeger met die van Oviraptor verward werden.
Oviraptor had veel weg van een vogel. Hij was ook nauw aan de vogels verwant. Het was een vrij klein, anderhalf meter lang, warmbloedig dier met een verenkleed. Zijn handen waren tamelijk groot maar hij liep op zijn achterpoten. Hij had een korte tandeloze kop met een snavel. Wat hij daarmee at is niet zeker. Omdat het fossiel op een nest gevonden werd, dacht men eerst dat hij eieren roofde, vandaar de naam die 'eierdief' betekent. Later werd begrepen dat het nest eieren van Oviraptor zelf moest zijn geweest. In plaats van eieren bestond het hoofdvoedsel misschien uit planten of schelpdieren.

## Vondst en naamgeving

De Flaming Cliffs waar Oviraptor gevonden werd

Het fossiel van Oviraptor werd op 13 juli 1923 tijdens een van de beroemde Centraal-Aziatische Expedities van Roy Chapman Andrews in opdracht van het American Museum of Natural History door George Olsen ontdekt bij Sjabarach Oesoe ofwel de Flaming Cliffs, op een vindplaats met veel fossielen van de kleine planteneter Protoceratops. Het skelet werd aangetroffen boven op een nest met eieren.
De typesoort Oviraptor philoceratops is in 1924 benoemd en kort beschreven door Henry Fairfield Osborn in hetzelfde artikel waarin ook Velociraptor en Saurornithoides benoemd werden. Osborn was eerst van plan geweest het dier de naam "Fenestrosaurus" te geven wegens de grote openingen (fenestrae) in de schedel en had dit reeds vermeld in een eerdere publicatie uit 1924. Hij was echter al tot de conclusie gekomen dat de eieren in het nest van Protoceratops waren en dat de roofsauriër gefossiliseerd was juist toen hij op het punt stond het nest leeg te roven. Daarom veranderde hij de geslachtsnaam in Oviraptor, 'eierdief', afgeleid van het Latijnse ovum, 'ei' en raptor, 'rover'. De soortaanduiding is afgeleid van het Klassiek Griekse philein, 'liefhebben', keras, 'hoorn', en oops, 'gezicht'. De combinatie philoceratops betekent aldus 'houdend van ceratopiërs', de diergroep waartoe Protoceratops behoort. Osborn zelf vatte het op als 'dol op ceratopische eieren'. Later zou overigens blijken dat de eieren niet van die soort waren.

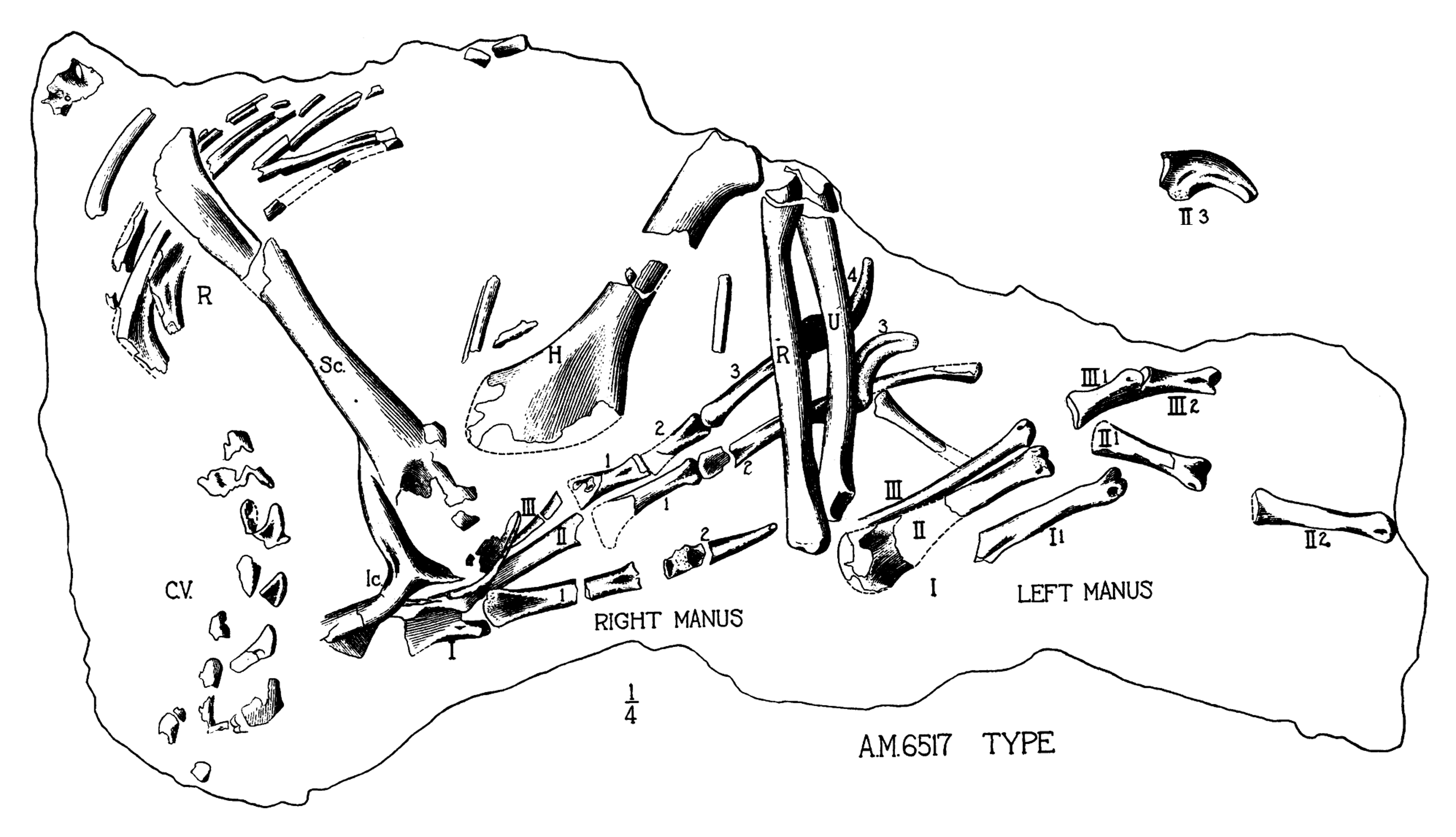
De postcrania van het holotype. Het kleine en smalle vorkbeen, aangeduid met "Ic" (interclavicle) ligt op de wortel van de rechterhand

Het holotype AMNH 6517 is gevonden in lagen van de Djadochtaformatie die dateren uit het Campanien, ongeveer 80 tot 75 miljoen jaar oud. Het bestaat uit een gedeeltelijk skelet met schedel en onderkaken. Het fossiel is erg fragmentarisch en de platgedrukte schedel werd op enige afstand van de rest van het lichaam, de postcrania, gevonden dat ook al niet in verband lag. Dat omvatte de laatste negen halswervels, de eerste zeven ruggenwervels, ribben, losse processus uncinati (ribuitsteeksels), een schouderblad, een gedeeltelijk ravenbeksbeen, het vorkbeen, borstribben, een linkervoorpoot, een rechterhand en een stuk darmbeen. Achterpoten en staart ontbreken dus.
De ontdekking van het vorkbeen of furcula, een primeur wat de basale dinosauriërs betreft, had van groot belang kunnen zijn voor het debat over de oorsprong van de vogels omdat Gerhard Heilmann op het punt stond een invloedrijk boek te publiceren waarin hij stelde dat vogels geen dinosauriërs konden zijn juist omdat de laatsten dit vorkbeen, een samengroeiing van de sleutelbeenderen of clavicula, misten. Helaas, Osborn onderkende het element niet als zodanig; hij identificeerde het als het interclaviculum, een deelelement dat in feite vermoedelijk met de clavicula vergroeid is, wat de mogelijkheid openliet dat de echte sleutelbeenderen afwezig waren.
Tijdens de laatste decennia van de twintigste eeuw werden vondsten van oviraptoriden uit Mongolië vaak aan Oviraptor toegewezen. Zo ontstond het beeld dat vrij veel van het dier bekend was. Al die vondsten bleken achteraf echter van andere soorten te zijn. In de jaren zeventig betrof dit skeletten van Conchoraptor. In 1981 meldde Rinchen Barsbold een erg compleet skelet, specimen IGM 100/42. Dit vormde daarna talloze malen de basis van illustraties van Oviraptor, niet alleen in populair-wetenschappelijke boeken maar ook in wetenschappelijke artikelen. De meeste modellen en skeletten die in musea het opschrift Oviraptor dragen, zijn in feite van dit exemplaar. In 2002 werd echter duidelijk dat het ook hier een andere, nog onbenoemde, soort betreft. Anders dan deze soort heeft de echte Oviraptor geen grote schedelkam. In de jaren negentig werden nog meer fossielen ten onrechte aan Oviraptor toegewezen. Hier gaat het in werkelijkheid om exemplaren van Citipati.
In 1986 benoemde Barsbold een tweede soort van Oviraptor: Oviraptor mongoliensis. In 2004 kreeg deze echter een eigen geslacht Rinchenia. In 1988 hernoemde Gregory S. Paul Ingenia Barsbold 1981, het huidige Ajancingenia, tot een Oviraptor yanshini maar hij is daarin door niemand gevolgd.
In 2015 was dus het enige fossiel dat van Oviraptor bekend was het oorspronkelijke holotype. Daarnaast wordt nog van een nest van vijftien eieren, specimen AMNH 6508, aangenomen dat het aan Oviraptor heeft toebehoord, het gaat hier om de eieren die tien centimeter onder het holotype waren gevonden. In 2018 werd gemeld dat in het nest van het holotype een klein scheenbeen is aangetroffen, specimen AMNH FARB 33092, kennelijk van een net uitgekomen jong.
Het holotype is in 1990 en 1992 wat beter beschreven door David Smith. In 2002 gaf James Clark een nauwkeurige beschrijving van de schedel waarbij bleek dat Smith, die minder goed vergelijkingsmateriaal ter beschikking had gehad, zich op vele punten vergist had. Het skelet is onlangs opnieuw geprepareerd en een verbeterde beschrijving is in voorbereiding.

## Beschrijving

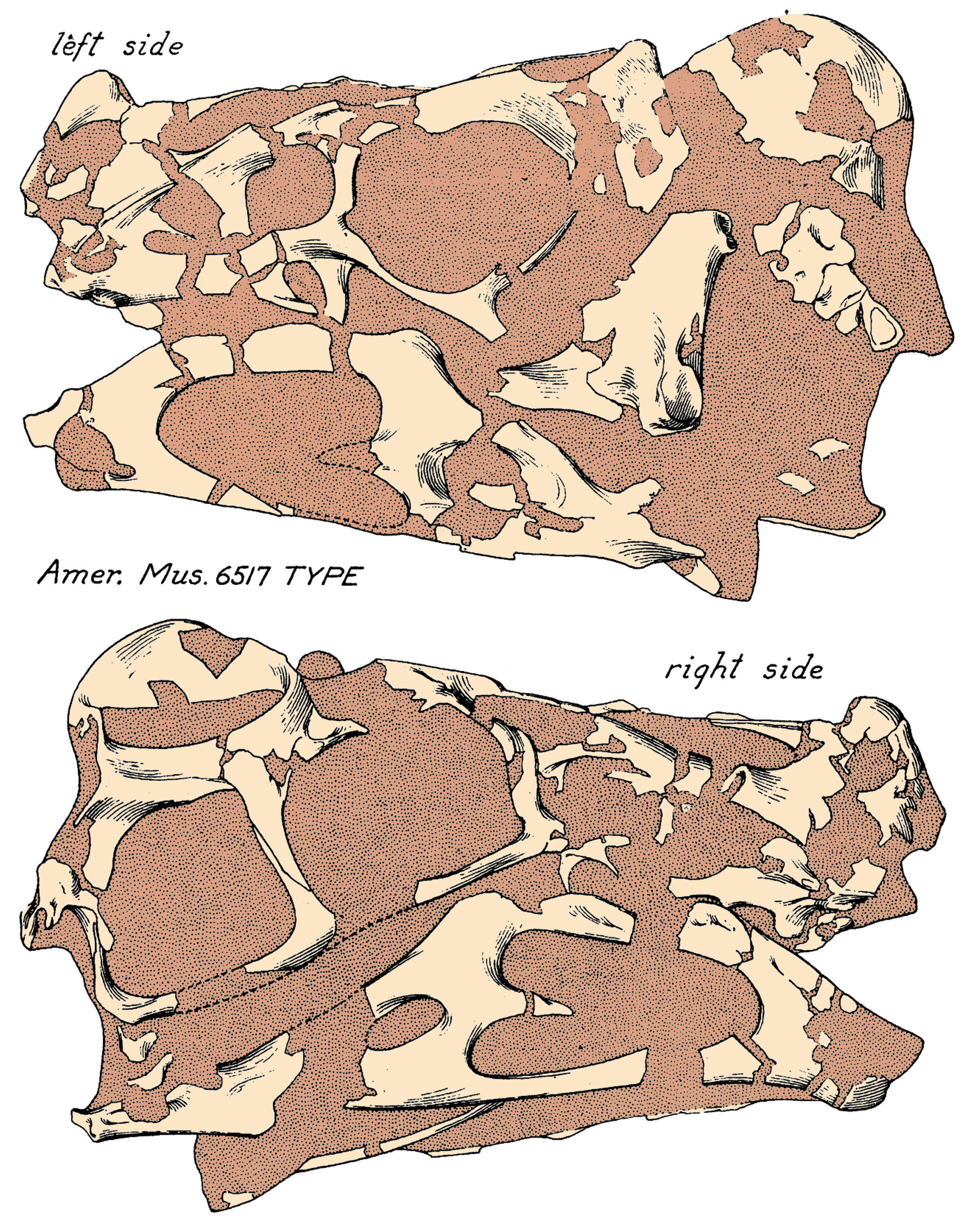
De schedel van het holotype

Oviraptor is een relatief kleine oviraptoride. G.S. Paul schatte in 2010 zijn lichaamslengte op 1,6 meter, het gewicht op tweeëntwintig kilogram. Soms wordt een grotere lengte genoemd van zo'n tweeënhalve meter maar dat berust opnieuw op een verwarring met Citipati

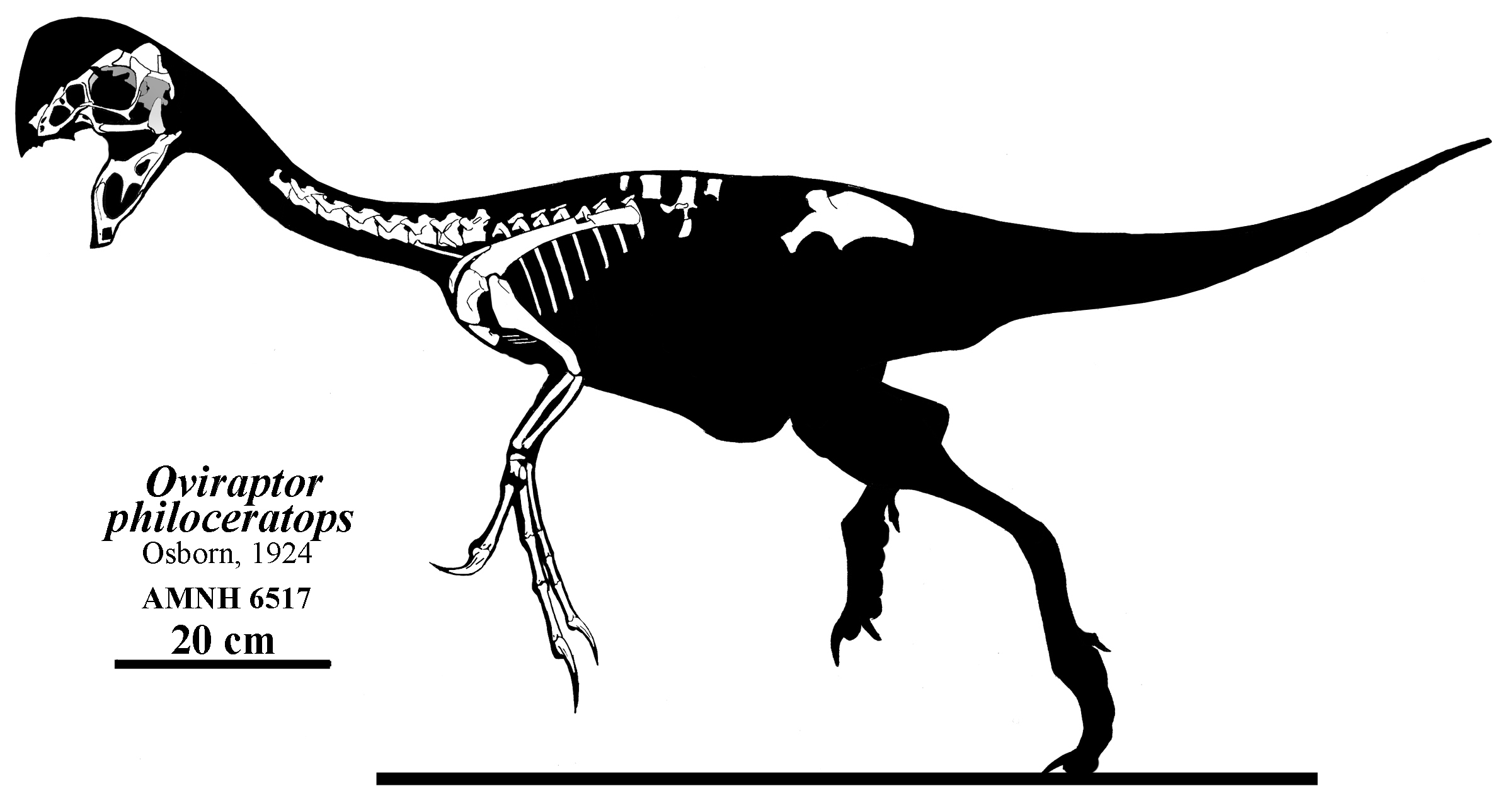
Een weergave van het skelet door Jaime Headden die vermoedde dat er wel een kam aanwezig was

De precieze kenmerken van Oviraptor zijn lastig aan te geven omdat het achterdeel van het lichaam volledig onbekend is en de wel gevonden delen vaak zwaarbeschadigd zijn. Als zijn bouw dezelfde was als die van andere oviraptoriden had hij grote achterpoten en werd een horizontale romp in evenwicht gehouden door een vrij korte dikke staart. De handen waren met twintig centimeter lengte relatief groot voor een oviraptoride; de arm had een lengte van zo'n vijfenvijftig centimeter.
De tamelijk lange nek wordt bekroond door een korte hoge schedel met zeer grote schedelopeningen. De vorm daarvan is uiterst bizar: echte tanden ontbreken, er zijn uitsteeksels in het verhemelte die kennelijk werden gebruikt om iets te kraken, de sterk gekromde kaken zijn stevig en dragen een hoornsnavel. De vogelachtige indruk die dit maakt, wordt nog versterkt door een verenkleed, een waaier van veren aan de staart en het feit dat de armen zo lang waren dat het wel vleugels leken — en inderdaad vermoedelijk voorzien waren van lange slagpennen. Van het verenkleed zijn geen resten gevonden; het bestaan ervan wordt aangenomen wegens de aantoonbare aanwezigheid ervan bij verwante soorten als Caudipteryx. De lichaamsisolatie duidt op warmbloedigheid. Daarvoor bestaat bij het fossiel van Oviraptor wel een directe aanwijzing: de haakvormige processus uncinati op de ribben dienden om de achterste luchtzakken aan te drijven die zich bij de ademhalingscyclus eerst vol lucht zogen en deze daarna naar voren door de longen stieten om zo steeds verse zuurstof te leveren voor de hoge stofwisseling. Een dergelijk zeer efficiënt systeem hebben de vogels nog steeds.
De schedel heeft een lengte van ongeveer twintig centimeter. Oviraptor wordt meestal afgebeeld met een hoge schedelkam op de snuit. Bij het fossiel ontbreekt echter juist de bovenkant van de neusbeenderen dus de aanwezigheid, laat staan de grootte van zo'n mogelijke kam zijn zeer onzeker. Gezien de voor zover valt te bepalen platte neusgaten, zal de hoogte van een mogelijke kam niet extreem zijn geweest. De helling van de voorhoofdsbeenderen, die naar voren toe oplopen, wijst er echter op dat de kam hoger lag dan het achterhoofd.
Bij Oviraptor is de schedelopening vóór de oogkas, de fenestra antorbitalis, plat en ovaal, in tegenstelling met de meeste oviraptoriden waar zij hoger is. De maxilla in de bovenkaak en het dentarium in de onderkaak zijn vooraan tamelijk lang, een teken dat de hele kop relatief langgerekt moet zijn geweest, een basaal kenmerk onder de oviraptoriden waarvan de meer afgeleide leden hogere koppen hadden.

## Fylogenie
Oviraptor werd oorspronkelijk door Osborn binnen de Ornithomimidae geplaatst, voornamelijk omdat die ook tandeloos waren en grote handen hadden. Lange tijd wist men niet goed wat men met de afwijkende soort aan moest, waarvan eerst geen nauwe verwanten bekend waren. Pas in 1976 benoemde Barsbold een eigen Oviraptoridae. Toen in het midden van de jaren tachtig begrepen werd dat ook Caenagnathus (=Chirostenotes) een lid van de ruimere Oviraptorosauria was, plaatsten sommige onderzoekers Oviraptor in de Caenagnathidae. Sinds de jaren negentig is dit echter niet meer gebruikelijk. In 2011 was er een dozijn oviraptoriden beschreven.
Naar moderne inzichten behoort Oviraptor per definitie tot de steeds meer insluitende kladen van de Oviraptoroidea, de Oviraptoridae en de Oviraptorinae. In die laatste groep neemt hij vermoedelijk een vrij basale positie in, onder de Ingeniinae in de stamboom.
Een mogelijke positie van Oviraptor in de evolutionaire stamboom toont het volgende kladogram:
|  | Rinchenia |
|  |           |
|  | Citipati  |
|  |           |

|         | "Ingenia" (=Ajancingenia)                                 |
|         |                                                           |
| unnamed | \| \| Nemegtomaia \| \| \| \| \| \| Heyuannia \| \| \| \| |
|         | \| \| Nemegtomaia \| \| \| \| \| \| Heyuannia \| \| \| \| |
|         | Nemegtomaia                                               |
|         |                                                           |
|         | Heyuannia                                                 |
|         |                                                           |

|  | Nemegtomaia |
|  |             |
|  | Heyuannia   |
|  |             |

|         | "Ingenia" (=Ajancingenia)                                 |
|         |                                                           |
| unnamed | \| \| Nemegtomaia \| \| \| \| \| \| Heyuannia \| \| \| \| |
|         | \| \| Nemegtomaia \| \| \| \| \| \| Heyuannia \| \| \| \| |
|         | Nemegtomaia                                               |
|         |                                                           |
|         | Heyuannia                                                 |
|         |                                                           |

|  | Nemegtomaia |
|  |             |
|  | Heyuannia   |
|  |             |

|         | "Ingenia" (=Ajancingenia)                                 |
|         |                                                           |
| unnamed | \| \| Nemegtomaia \| \| \| \| \| \| Heyuannia \| \| \| \| |
|         | \| \| Nemegtomaia \| \| \| \| \| \| Heyuannia \| \| \| \| |
|         | Nemegtomaia                                               |
|         |                                                           |
|         | Heyuannia                                                 |
|         |                                                           |

|  | Nemegtomaia |
|  |             |
|  | Heyuannia   |
|  |             |

|         | "Ingenia" (=Ajancingenia)                                 |
|         |                                                           |
| unnamed | \| \| Nemegtomaia \| \| \| \| \| \| Heyuannia \| \| \| \| |
|         | \| \| Nemegtomaia \| \| \| \| \| \| Heyuannia \| \| \| \| |
|         | Nemegtomaia                                               |
|         |                                                           |
|         | Heyuannia                                                 |
|         |                                                           |

|  | Nemegtomaia |
|  |             |
|  | Heyuannia   |
|  |             |

|         | "Ingenia" (=Ajancingenia)                                 |
|         |                                                           |
| unnamed | \| \| Nemegtomaia \| \| \| \| \| \| Heyuannia \| \| \| \| |
|         | \| \| Nemegtomaia \| \| \| \| \| \| Heyuannia \| \| \| \| |
|         | Nemegtomaia                                               |
|         |                                                           |
|         | Heyuannia                                                 |
|         |                                                           |

|  | Nemegtomaia |
|  |             |
|  | Heyuannia   |
|  |             |

|         | "Ingenia" (=Ajancingenia)                                 |
|         |                                                           |
| unnamed | \| \| Nemegtomaia \| \| \| \| \| \| Heyuannia \| \| \| \| |
|         | \| \| Nemegtomaia \| \| \| \| \| \| Heyuannia \| \| \| \| |
|         | Nemegtomaia                                               |
|         |                                                           |
|         | Heyuannia                                                 |
|         |                                                           |

|  | Nemegtomaia |
|  |             |
|  | Heyuannia   |
|  |             |

|         | "Ingenia" (=Ajancingenia)                                 |
|         |                                                           |
| unnamed | \| \| Nemegtomaia \| \| \| \| \| \| Heyuannia \| \| \| \| |
|         | \| \| Nemegtomaia \| \| \| \| \| \| Heyuannia \| \| \| \| |
|         | Nemegtomaia                                               |
|         |                                                           |
|         | Heyuannia                                                 |
|         |                                                           |

|  | Nemegtomaia |
|  |             |
|  | Heyuannia   |
|  |             |

|         | "Ingenia" (=Ajancingenia)                                 |
|         |                                                           |
| unnamed | \| \| Nemegtomaia \| \| \| \| \| \| Heyuannia \| \| \| \| |
|         | \| \| Nemegtomaia \| \| \| \| \| \| Heyuannia \| \| \| \| |
|         | Nemegtomaia                                               |
|         |                                                           |
|         | Heyuannia                                                 |
|         |                                                           |

|  | Nemegtomaia |
|  |             |
|  | Heyuannia   |
|  |             |

|  | Rinchenia |
|  |           |
|  | Citipati  |
|  |           |

|         | "Ingenia" (=Ajancingenia)                                 |
|         |                                                           |
| unnamed | \| \| Nemegtomaia \| \| \| \| \| \| Heyuannia \| \| \| \| |
|         | \| \| Nemegtomaia \| \| \| \| \| \| Heyuannia \| \| \| \| |
|         | Nemegtomaia                                               |
|         |                                                           |
|         | Heyuannia                                                 |
|         |                                                           |

|  | Nemegtomaia |
|  |             |
|  | Heyuannia   |
|  |             |

|         | "Ingenia" (=Ajancingenia)                                 |
|         |                                                           |
| unnamed | \| \| Nemegtomaia \| \| \| \| \| \| Heyuannia \| \| \| \| |
|         | \| \| Nemegtomaia \| \| \| \| \| \| Heyuannia \| \| \| \| |
|         | Nemegtomaia                                               |
|         |                                                           |
|         | Heyuannia                                                 |
|         |                                                           |

|  | Nemegtomaia |
|  |             |
|  | Heyuannia   |
|  |             |

|         | "Ingenia" (=Ajancingenia)                                 |
|         |                                                           |
| unnamed | \| \| Nemegtomaia \| \| \| \| \| \| Heyuannia \| \| \| \| |
|         | \| \| Nemegtomaia \| \| \| \| \| \| Heyuannia \| \| \| \| |
|         | Nemegtomaia                                               |
|         |                                                           |
|         | Heyuannia                                                 |
|         |                                                           |

|  | Nemegtomaia |
|  |             |
|  | Heyuannia   |
|  |             |

|         | "Ingenia" (=Ajancingenia)                                 |
|         |                                                           |
| unnamed | \| \| Nemegtomaia \| \| \| \| \| \| Heyuannia \| \| \| \| |
|         | \| \| Nemegtomaia \| \| \| \| \| \| Heyuannia \| \| \| \| |
|         | Nemegtomaia                                               |
|         |                                                           |
|         | Heyuannia                                                 |
|         |                                                           |

|  | Nemegtomaia |
|  |             |
|  | Heyuannia   |
|  |             |

|         | "Ingenia" (=Ajancingenia)                                 |
|         |                                                           |
| unnamed | \| \| Nemegtomaia \| \| \| \| \| \| Heyuannia \| \| \| \| |
|         | \| \| Nemegtomaia \| \| \| \| \| \| Heyuannia \| \| \| \| |
|         | Nemegtomaia                                               |
|         |                                                           |
|         | Heyuannia                                                 |
|         |                                                           |

|  | Nemegtomaia |
|  |             |
|  | Heyuannia   |
|  |             |

|         | "Ingenia" (=Ajancingenia)                                 |
|         |                                                           |
| unnamed | \| \| Nemegtomaia \| \| \| \| \| \| Heyuannia \| \| \| \| |
|         | \| \| Nemegtomaia \| \| \| \| \| \| Heyuannia \| \| \| \| |
|         | Nemegtomaia                                               |
|         |                                                           |
|         | Heyuannia                                                 |
|         |                                                           |

|  | Nemegtomaia |
|  |             |
|  | Heyuannia   |
|  |             |

|         | "Ingenia" (=Ajancingenia)                                 |
|         |                                                           |
| unnamed | \| \| Nemegtomaia \| \| \| \| \| \| Heyuannia \| \| \| \| |
|         | \| \| Nemegtomaia \| \| \| \| \| \| Heyuannia \| \| \| \| |
|         | Nemegtomaia                                               |
|         |                                                           |
|         | Heyuannia                                                 |
|         |                                                           |

|  | Nemegtomaia |
|  |             |
|  | Heyuannia   |
|  |             |

|         | "Ingenia" (=Ajancingenia)                                 |
|         |                                                           |
| unnamed | \| \| Nemegtomaia \| \| \| \| \| \| Heyuannia \| \| \| \| |
|         | \| \| Nemegtomaia \| \| \| \| \| \| Heyuannia \| \| \| \| |
|         | Nemegtomaia                                               |
|         |                                                           |
|         | Heyuannia                                                 |
|         |                                                           |

|  | Nemegtomaia |
|  |             |
|  | Heyuannia   |
|  |             |

## Levenswijze

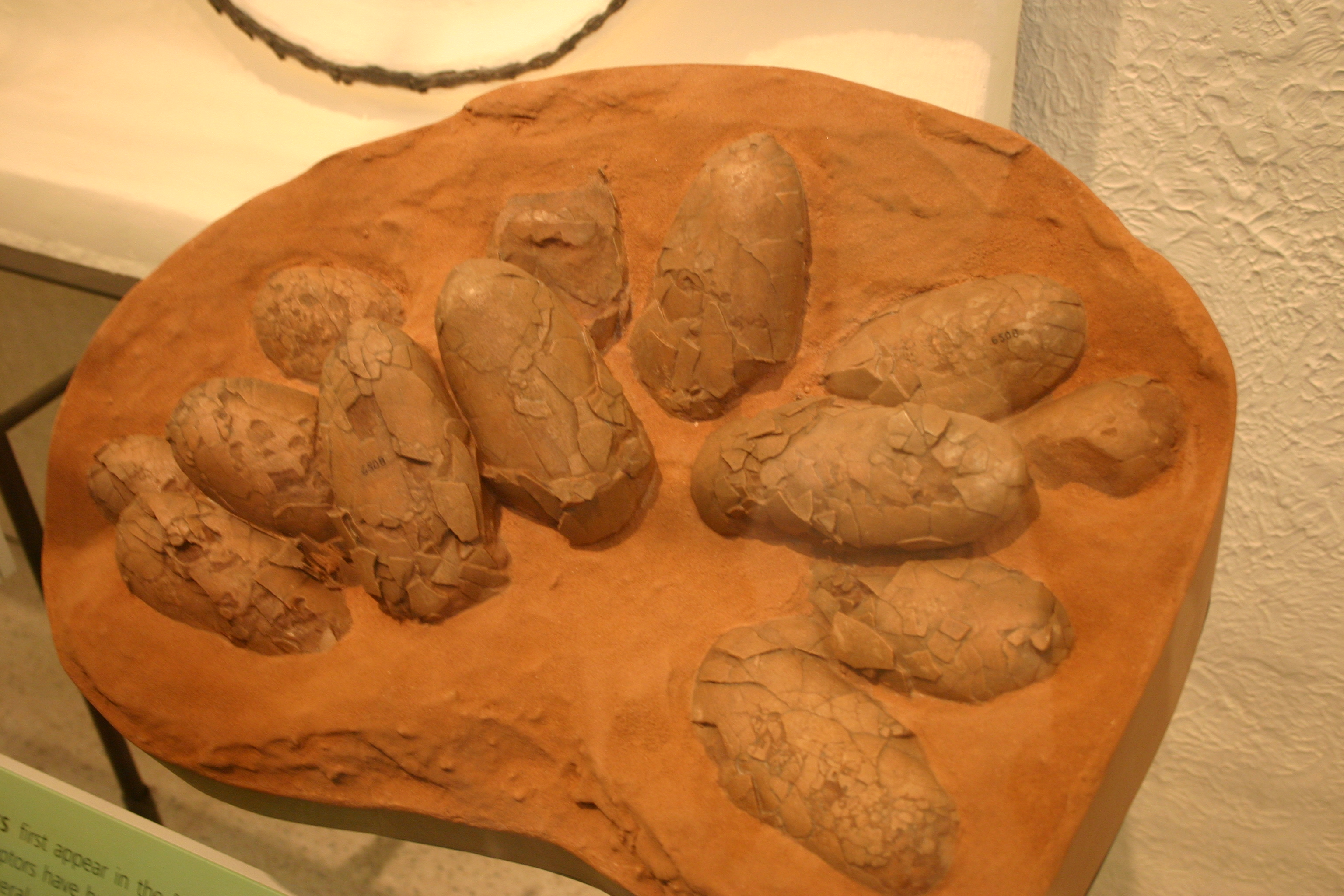
AMNH FR 6508, het nest met eieren

Oviraptor leefde in een gebied met veel zandduinen: de fossielen zijn gevonden in zandsteen afgezet door de wind of gevormd door aardverschuivingen van windafzettingen. Tussen de duinen lagen oases. 
Vroeger werd gedacht dat oviraptores de eieren van Protoceratops aten, omdat het eerste skelet op een nest vermeende eieren van Protoceratops gevonden werd. In 1994 werd door onderzoek van een gefossiliseerd embryo in een gelijkend ei van Citipati — ook dit werd oorspronkelijk per abuis toegewezen aan Oviraptor — ontdekt dat de eieren in werkelijkheid van Oviraptor zelf waren en dat het fossiel van een broedende moeder moest zijn geweest die haar nest tijdens zandstorm of aardverschuiving niet in de steek had gelaten en zo levend werd bedolven.
Wat Oviraptor nu in werkelijkheid at, is een volslagen raadsel. Osborn zelf had niet heel veel vertrouwen in zijn conclusie; hij waarschuwde dat zijn naam het dier 'weleens onrecht zou kunnen doen' en achtte het ook mogelijk dat het een planteneter was. Vanwege de aanpassingen van de schedel, die gespecialiseerd lijkt te zijn in het breken van hard voedsel, heeft men gedacht aan zaden of zelfs schelpdieren. Vaak houdt men het er gemakshalve maar op dat het dier omnivoor geweest is en zowel aas, plantendelen, kleine dieren als insecten en eieren roofde. Een directe aanwijzing voor het dieet leverde het holotype op want dat had nog de resten van een kleine hagedis in de maag. Oviraptor werd misschien zelf bejaagd door Velociraptor en Saurornithoides die op dezelfde vindplaats werden aangetroffen.
De eieren van Oviraptor zijn voor het eerst in 1925 bestudeerd door de Belg Victor van Straelen die er nog organische resten in terugvond. Ze hebben van de oölogie een aparte naam gekregen. In 1994 benoemde Konstantin Michailow ze als de oospecies Protoceratopsidovum sincerum. Zoals de naam al aangeeft, dacht Michailow nog met de eieren van Protoceratops van doen te hebben. Tegenwoordig wordt de vergissing ingezien maar de naam op zich kan niet meer veranderd worden. De eieren hebben een lengte van veertien tot zestien centimeter en zijn vrij langwerpig. De eieren liggen in een cirkel; vermoedelijk zijn ze per twee gelegd wat zou kunnen duiden op de aanwezigheid van twee actieve eileiders. Specimen AMNH FARB 33092 betreft een scheenbeen van slechts 58,7 millimeter lengte. Als het een al uitgekomen jong betreft, is dit een aanwijzing dat dit broedzorg kreeg en Oviraptor een nestblijver was.